# Heniochusok
A heniochusok ókori kalóznép, amely a Fekete-tenger északi partján, a Corax hegyek tövében élt. Mithridatész idejében négy király uralkodott rajtuk. Sztrabón, Tacitus, Josephus Flavius, idősebb Plinius és Pomponius Mela egyaránt említi őket.